# Flickingeria junctiloba
Flickingeria junctiloba là một loài thực vật có hoa trong họ Lan. Loài này được Fessel & Lückel mô tả khoa học đầu tiên năm 1998.